# Badische IV e
Die Dampflokomotiven der Gattung IVe der wurden von der Elsässischen Maschinenbau-Gesellschaft Mülhausen für die anspruchsvollen Betriebsbedingungen der Badischen Staatseisenbahnen im Schnell- und Personenzugverkehr konstruiert. Die Deutsche Reichsbahn reihte die Lokomotiven in die Baureihe 3870 ein.

## Geschichte
Das badische Streckennetz erforderte auf der einen Seite schnell laufende Lokomotiven mit großen Treibrädern für die Rheinebene, auf der anderen Seite waren solche Maschinen, damals üblicherweise mit zwei gekuppelten Achsen, für die langen Steigungen im Schwarzwald nicht leistungsfähig genug. Der noch nicht lange im Amt befindliche, badische Maschinendezernent Hermann Esser ließ in enger Zusammenarbeit mit Alfred de Glehn bei der EMG eine Personenzuglok konstruieren, deren erstes Exemplar (Werknr. EMG 4551/1894) 1894 ausgeliefert wurde. Im darauf folgenden Jahr wurden sieben weitere Maschinen (Werknr. EMG 4701-4707/1895) des Typs im gleichen Werk gebaut. In den folgenden fünf Lieferserien wurden von der Maschinenbau-Gesellschaft Karlsruhe bis 1901 weitere 75 Stück produziert. Die einzelnen Baulose wurden als Unterbaureihen eins bis sechs bezeichnet.
Die Badische IVe bewährte sich insbesondere im Schnell- und Personenzugdienst auf der steigungsreichen Schwarzwaldbahn, was ihr den Ruf der Schwarzwaldlok eintrug. Betrachtet man aber ihre Verteilung auf die Betriebswerkstätten und die von dort aus befahrenen Strecken, so ist zwar ein Übergewicht der in Mittelgebirgen befahrenen Strecken zu beobachten, aber im Rheintal zwischen Mannheim, Basel und Straßburg waren sie fast ebenso häufig anzutreffen. Es handelte sich also nicht um eine ausgesprochene Berglok, sondern vielmehr um eine Universallok für die Personenbeförderung, die im Jahr 1909 die wichtigste Baureihe im Bestand der Badischen Staatseisenbahn mit den höchsten Kilometerleistungen war.
1914 befanden sich noch alle Maschinen im Bestand der Badischen Staatsbahn. Jedoch wurden sie bereits ab 1903 im Schnellzugdienst durch die IId und die IVf abgelöst. Im Zuge des Ersten Weltkriegs wurden acht Maschinen von Militärdienststellen übernommen und zwei davon gelangten zur Militär-Generaldirektion der Eisenbahnen in Warschau. Nach der Gründung Polens wurden diese beiden Maschinen unter der vorläufigen Bezeichnung P8Bd – „P8“ wegen gleicher Achsanordnung wie bei der pr. P8 und als Abgrenzung dazu „Bd“ für Baden – von den Behörden übernommen. Mit dem endgültigen Bezeichnungsschema der PKP erhielten sie die Nummern Ok101-1 (Werknummer MGK 1400/1895) und Ok101-2 (MGK 1491/1898). Es ist aber zweifelhaft, ob die Bezeichnungen an den zwischen 1924 und 1926 ausgeschiedenen Maschinen jemals angeschrieben waren. Die relativ schnelle Abstellung ist auf die bei den PKP ungebräuchliche Komplexität von Triebwerk und Steuerung zurückzuführen. Dreizehn Lokomotiven wurden im Zusammenhang mit dem Waffenstillstand von Compiègne an Frankreich abgegeben und dort mit den Nummern 230.901 – 230.913 bei der ETAT eingeordnet. Zwei Fahrzeuge kamen zur belgischen SNCB/NMBS und erhielten dort die Nummern 6118 und 6176. Diese wurden vor 1924 ausgemustert. Vier weitere Maschinen sind als nicht näher bezeichneter Kriegsverlust zu verbuchen.
Im vorläufigen Nummernplan der Deutschen Reichsbahn waren die verbliebenen 62 Maschinen als Baureihe 3870 vorgesehen. Im endgültigen Umzeichnungsplan wurden 1925 unter vorgenannter Baureihe noch 35 Exemplare geführt. Annähernd nach Lieferserien gruppiert, wurden diese Betriebsnummern vergeben: 38 7001 – 38 7007 (bad. IVe2), 38 7021 – 38 7025 (bad. IVe3), 38 7031 – 38 7034 (bad. IVe4), 38 7041 – 38 7046 (bad. IVe5) und 38 7061 – 38 7073 (bad. IVe6).  Die Maschinen erhielten das Gattungszeichen P 35.14 und wurden bis November 1932 sämtlich
ausgemustert.
Im September 1936 wurde im RAW Durlach die noch vorhandene 38 7001 museumsgerecht aufgeschnitten, um im Bestand des Zeughauses der Technischen Hochschule Karlsruhe fortan als Anschauungsobjekt zu dienen. Im Zweiten Weltkrieg brannte das Museum aus, allerdings wurde das aufgeschnittene und recht gut erhaltene Museumsstück erst 1951 verschrottet.

## Konstruktive Merkmale
Der Langkessel bestand aus drei Kesselschüssen. Auf dem mittleren war der Dampfdom angeordnet, von dem aus die Einströmrohre außen am Kessel zu den Hochdruckzylindern führten. Der Kesselspeisung dienten zwei Dampfstrahlpumpen. Das Blasrohr war verstellbar ausgeführt.
Die Verbundmaschine mit vier Zylindern der Bauart de Glehn und die dreifach gekuppelten Treibachsen waren bei Baubeginn der badischen IVe seinerzeit ungewöhnliche Konstruktionsmerkmale. Entgegen später meist geübter Praxis lagen die Hochdruckzylinder außen, relativ weit hinten hinter dem Laufdrehgestell und arbeiteten auf den zweiten Kuppelradsatz, während die innerhalb des Lokrahmens liegenden Niederdruckzylinder auf die erste Kuppelachse wirkten. Die Zylinderpaare waren aus der Horizontalen leicht nach hinten geneigt angeordnet. Da die voluminöseren Niederdruckzylinder innen lagen, konnte das Laufdrehgestell aus Platzgründen nur mit einem Außenrahmen ausgeführt werden. Die Heusinger-Steuerung erlaubte die voneinander unabhängige Steuerung der Hochdruck- und Niederdruckmaschine. Eine Anfahrvorrichtung in Form eines Hilfsreglers erlaubte zum Anfahren die Füllung der Niederdruckmaschine mit Frischdampf. Beides erlaubte die spezifische Leistungsanpassung an verschiedene Betriebssituationen, erforderte auf der anderen Seite aber auch ein großes Können und viel Erfahrung vom Personal.
Mit den ersten Maschinen wurden umfangreiche Versuchs- und Erprobungsfahrten absolviert, welche nicht nur zur Ermittlung der üblichen Daten zu Leistung und Verbrauch dienten, sondern insbesondere Erkenntnisse zu den günstigsten Füllungsverhältnissen zwischen Hochdruck- und Niederdruckmaschine erbringen sollten. Für die höchste Leistung wurden Werte zwischen 778 und 811 PSi ermittelt. Die für die damalige Zeit vortrefflichen Verbrauchswerte lagen für Kohle zwischen 0,9 und 1,08 kg/PSih und beim Dampf zwischen 8,72 und 9,26 kg/PSih. Mit einem 250 t schweren Zug konnten die Maschinen in der Ebene 75 km/h erreichen und auf einer Steigungsstrecke von 10 ‰ noch 40 km/h. Den Lokomotiven wurde eine bemerkenswerte Laufruhe bescheinigt, was zusammen mit der guten Anfahrbeschleunigung zu dem Urteil führte, dass die Maschinen für sämtliche Zuggattungen, also S-, P- und G-Dienst, geeignet seien. In späteren Jahren wurden die Gegenmassestücke verändert, was eine Erhöhung der der Vmax auf 90 km/h ermöglichte. Allerdings verhinderte dies nicht die Verdrängung der Baureihe aus dem Schnellzugdienst ab 1903.
Die Druckluftbremsen wirkten nur von hinten auf die Kuppelachsen. Bei den im Elsass gebauten Maschinen befanden sich die Sandkästen beidseitig vor dem ersten Kuppelradsatz, wohingegen die Lokomotiven aus Karlsruhe über einen Sandkasten auf dem Langkessel verfügten. Gesandet wurden die beiden direkt angetriebenen Kuppelradsätze von vorn.
Die Fahrzeuge waren mit Schlepptendern der Bauarten bad. 3 T 13,5, bad. 3 T 14 und bad. 2’2’ T 15 ausgestattet, wobei die vorstehenden Zahlen die Achsformel beschreiben und die hinten stehenden den Wasserkasteninhalt in Kubikmetern angeben. Auf den beiden dreiachsigen Typen wurden vier Tonnen Kohle mitgeführt, der vierachsige konnte fünf Tonnen laden. Die Tender wurden nicht nur von den beiden Produzenten der Maschinen, sondern darüber hinaus auch in der Mecklenburgischen Waggonfabrik Güstrow, sowie der belgischen Waggonfabrik Baume & Marpent gebaut. Es erhielten 44 Maschinen ab Werk eine der dreiachsigen Varianten und 39 die vierachsige Tenderausführung.
Die guten Eigenschaften der Badischen IVe sprachen sich schnell herum. Sie dienten als Vorbild für die Beschaffung ähnlicher Konstruktionen bei anderen Länderbahnen: Bayerische C V, Württembergische D, Elsaß-Lothringische A 17 und Preußische P 7. Die griechische Baureihe Ζα oder die andalusischen 301-333 sind sehr ähnliche Konstruktionen der Elsässische Maschinenbau-Gesellschaft für europäische Bahnen.